# Liste umgewidmeter Denkmale
Ein umgewidmetes Denkmal ist ein Denkmal, das mit einer neuen und anderen als der ursprünglichen Bedeutung Widmung belegt wird.
- Antikolonialdenkmal, Bremen
- Deutsches Eck, Koblenz
- Kaiser-Wilhelm-Denkmal, Hildesheim
- Karl-Marx-Monument, Fürstenwalde
- Napoleonstein, Jena
- Ruhrkämpferehrenmal, Essen
- Confederate Memorial in Nicholasville

- Karte mit allen verlinkten Seiten:
- OSM |
- WikiMap